# Béres András (néprajzkutató)
Béres András (Rozsály, 1928. május 16. – Debrecen, 1993. november 14.) néprajzkutató, levéltáros.

## Életútja
Tanulmányait a debreceni tudományegyetemen végezte. 1950-től a debreceni Déri Múzeum néprajzos muzeológusa, majd 1957-től mint önálló kutató dolgozott ugyanitt. A múzeum igazgatójává ebben az évben nevezte ki az akkori Művelődésügyi Minisztérium. A Déri Múzeum Évkönyvének szerkesztője volt 1957–68 között. 1959-ben egyetemi doktori címet szerzett. 1969. május 31-éig töltötte be a múzeumigazgatói címet. Ugyanebben az évben kérte áthelyezését a Levéltárhoz, ahol június 1-jétől mint levéltáros végzett kutatómunkát. 1970-től 1988-ig a levéltár tudományos főmunkatársa volt. Közben, 1983-ban megszerezte a néprajztudományok kandidátusa címet. Munkásságáért kétszer kapott Pro Urbe Debrecen, 1992-ben pedig Életfa-díjat. 
Publikációi, néprajzi tanulmányai folyamatosan jelentek meg az Ethnographiában, a Déri Múzeum Évkönyvében, és a Hajdú-Bihar megyei Levéltár Évkönyvében. Önálló kiadványként a Debreceni cifraszűr (1955), a Nádudvari fekete kerámia (1965), a Rozsályi népmesék (1967), az Arra van egy kőhíd rakva (1982), a Pásztorkonyha, pásztorételek (1984), a Hajnalpelika-rozsályi népmesék (1989) és a Betyárok nyomában (1990) jelentek meg.
Főbb kutatási területei: népmese, néptánc, népművészet, pásztorélet.
Emellett 1950-től – azaz megalakulásától – a Debreceni Népi Együttes vezetője, koreográfusa egészen 1993. november 14-én bekövetkezett haláláig. Koreográfiái közül nyomtatásban (táncleírásban) megjelent a Hortobágyi pásztortáncok, Mikepércsi csárdás, valamint a Rábaközi verbunk és dus.

## Díjai
- Szocialista Kultúráért (1954, 1970, 1975)
- Az 1955–56-os évad legjobb tánccsoportvezetője (Táncművészek Szövetsége) (1956)
- Kiváló Népművelő (1961)
- MSZBT Aranykoszorús jelvény (1964)
- A HIB Emlékérme (1973)
- „Debrecenért” Emlékérem (1975)
- Munka Érdemrend ezüst fokozata (1977)
- TIT Aranykoszorús jelvény (1979)
- Ifjúsági Érdemrend (1985)
- Megyei Tanács elnöki dicséret (1985)
- Debrecen Városért (1987)